# Jundala Forest Park
Der Jundala Forest Park (selten auch die Schreibvariante: Jundaia Forest Park) ist ein Waldgebiet im westafrikanischen Staat Gambia.

## Topographie
Das im Jahr 1954 ausgewiesene Gebiet mit 437 Hektar liegt im Osten des Landes, an der Grenze zum Nachbarstaat Senegal, in der Upper River Region im Distrikt Kantora. Das hügelige Gebiet, das sich in Senegal weiter fortsetzt, bildet mit dem Forest Park gleichzeitig das Gelände, das den höchsten Punkt des Landes umfasst. Bei der Koordinate 13° 23′ N, 13° 49′ W befindet sich mit 58 Meter über dem Meeresspiegel die höchste Erhebung von Gambia.